# 알렉산더 굴드
알렉산더 굴드(Alexander Gould, 1994년 5월 4일 ~ )는 미국의 배우 및 성우이다. 영화 《니모를 찾아서》의 니모 역으로 유명하며, 드라마 《위즈》의 셰인 보트윈 역으로도 잘 알려져 있다.

## 출연 작품
- 도리를 찾아서 (2016)
- 위즈 시즌8 (2012)
- 크리미널 마인드 3 (2007)
- 구운 벌레 먹는 법 (2006)
- 밤비 2 (2006)
- 다크 섀도우 (2005)
- 위즈 시즌1 (2005)
- 니모를 찾아서 3D (2003)
- 데이 (2002)